# Helicopsyche coreana
Helicopsyche coreana là một loài Trichoptera trong họ Helicopsychidae. Chúng phân bố ở miền Cổ bắc.